# Université technique slovaque

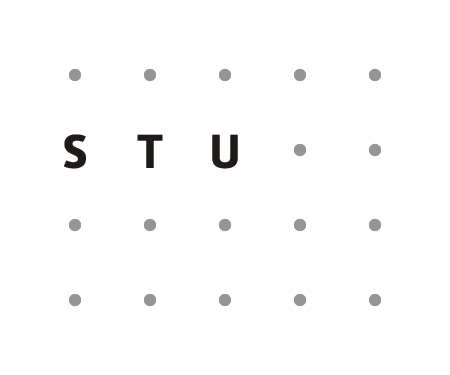
Logo STU

L’Université technique slovaque de Bratislava (Slovenská technická univerzita v Bratislave, STU) est un établissement d'enseignement supérieur technique et de recherche slovaque.
Il a été initialement créé à Košice en 1937 sous le nom de Štátna vysoká škola technická Dr. Milana Rastislava Štefánika et transféré à Bratislava après l'annexion de Košice à la Hongrie en 1939 sous le nom  Slovenská vysoká technická škola. 
Elle a pris son statut universitaire et son nom actuel le 1er avril 1991.

## Composition

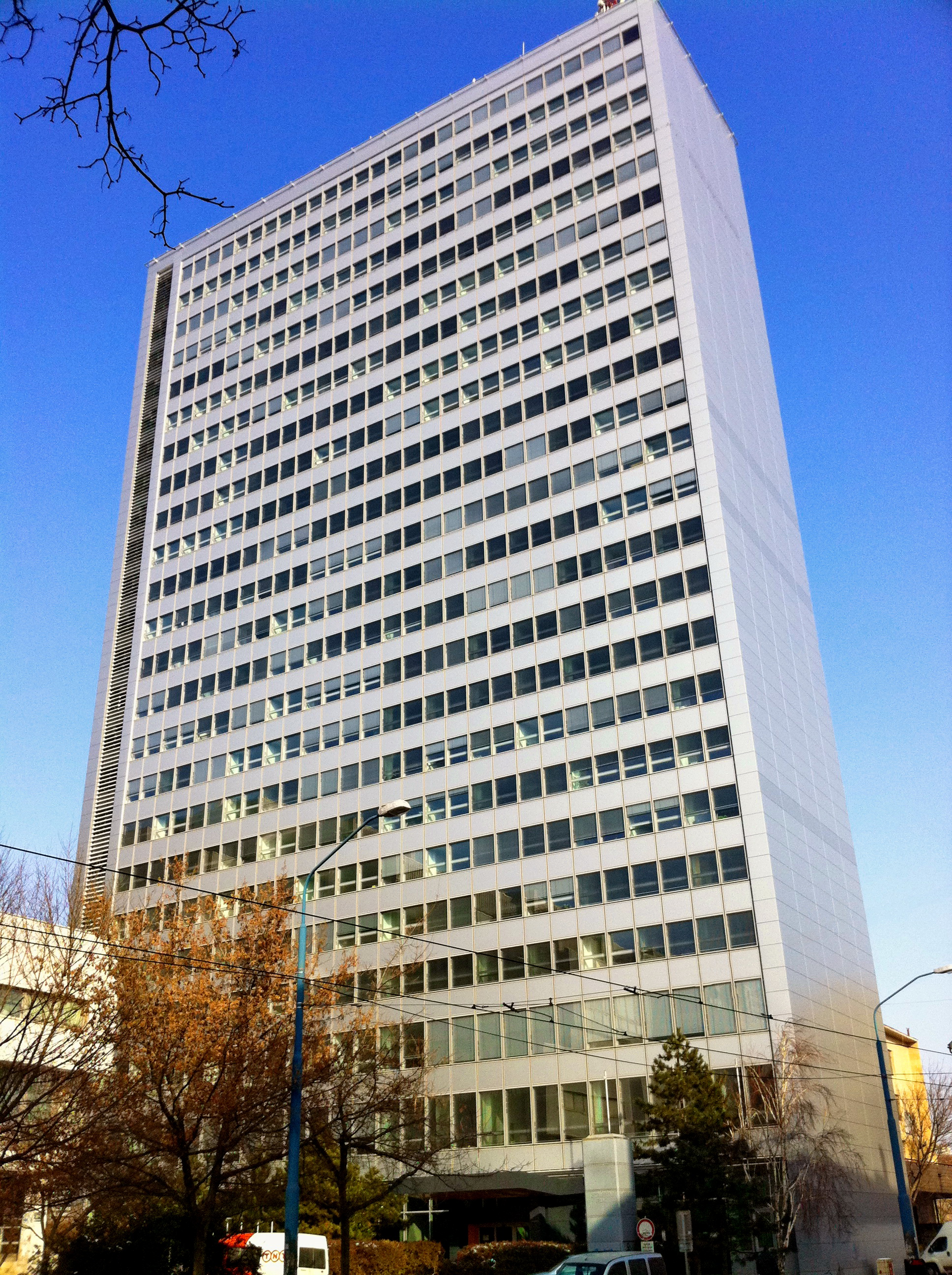
La faculté de génie civil

L'université comporte sept facultés :
- Faculté de génie civil (Stavebná fakulta SvF)
- Faculté de génie mécanique (Strojnicka fakulta SjF)
- Faculté de génie électrique et informatique (Fakulta elektrotechniky a informatiky, FEI)
- Faculté de technologie agroalimentaire et chimique (Fakulta chemickej a potravinárskej technológie, FCHPT)
- Faculté d'architecture (Fakulta architektúry, FA)
- Faculté des sciences des matériaux (Materiálovotechnologická fakulta, MTF)
- Faculté d'informatique et des technologies de l'information (Fakulta informatiky a informačných technológií, FIIT)